# Houman Seyyedi
Houman Seyyedi (en persa: هومن سيدی‎, nacido el 29 de noviembre de 1980) es un actor, director, guionista y editor iraní. Ha recibido varios elogios, incluidos seis Crystal Simorghs, lo que lo convierte en el único director en tener tres victorias en la categoría de Premio Especial del Jurado, dos premios Hafez, cinco premios de la Asociación de Escritores y Críticos de Cine de Irán, un premio NETPAC y un premio Asian New Talent. Su sexta película, World War III (2022) ganó el Premio Orizzonti a la Mejor Película en la 79.ª edición del Festival Internacional de Cine de Venecia.

## Carrera
Houman Seyyedi es un actor y director de teatro, televisión y cine iraní, conocido por su papel en la serie "The Endless Way".
Su dirección de cortometrajes, incluidos 35 Meters Below Sea Level y Blue Tooth, le valió varios premios en el Festival Internacional de Cortometrajes de Teherán. También dirigió su primer largometraje Africa en 2010.
Seyyedi, quien fue escritora y editora de Africa, logró recibir un premio a la Mejor Película en la sección de obras de video del 29 Festival Internacional de Cine Fajr.
Ha participado en varias películas, entre ellas Fireworks Wednesday (2005), Barefoot in Heaven (2005), He Who Goes to Sea (2006), The Wound on Eve’s Shoulder (2007), The Freeway (2010), Thirteen (2012), The Exclusive Line (2013), Confessions of My Dangerous Mind (2014), Buffalo (2014), I am Diego Maradona (2014), Sleep Bridge (2015) y Profiles (2015).

## Filmografía

### Largometrajes
| Año  | Película                         | Actor | Guionista | Editor | Director               |
| ---- | -------------------------------- | ----- | --------- | ------ | ---------------------- |
| 2005 | A Piece of Bread                 | Sí    | No        |        | Kamal Tabrizi          |
| 2006 | Fireworks Wednesday              |       |           |        | Asghar Farhadi         |
| 2006 | Barefoot in heaven               |       |           |        | Bahram Tavakoli        |
| 2006 | He who goes to sea               |       |           |        | Arash Moayeriano       |
| 2007 | The wound on Eve’s shoulder      |       |           |        | Hossein Ghena'at       |
| 2008 | An ounce of the sky              |       |           |        | Alí Vazirian           |
| 2010 | The freeway                      |       |           |        | Abbas Rafe'ee          |
| 2010 | Africa                           |       |           |        | Homan Seyyedi          |
| 2012 | Thirteen                         |       |           |        | Homan Seyyedi          |
| 2013 | Outside of night                 |       |           |        | Kaveh Sayjadi Hosseini |
| 2013 | The exclusive line               |       |           |        | Mostafa Kiaee          |
| 2014 | Half-faces                       |       |           |        | Iraj Karimi            |
| 2014 | I Am Diego Maradona              |       |           |        | Bahram Tavakoli        |
| 2014 | Confessions of my dangerous mind |       |           |        | Homan Seyyedi          |
| 2014 | In the period known              |       |           |        | Vahid Amirkhani        |
| 2014 | Buffalo                          |       |           |        | Kaveh Sayjadi Hosseini |
| 2015 | Sleep bridge                     |       |           |        | Oktay Barahnai         |
| 2015 | Nobody dies here                 |       |           |        | Hossein Kandari        |
| 2015 | Motherhood                       |       |           |        | Roghayeh Tavakoli      |
| 2015 | Sound and Fury                   |       |           |        | Homan Seyyedi          |
| 2017 | Human Comedy                     | Sí    | No        | No     | Mohammad Hadi Karimi   |
| 2017 | Azar                             | Sí    | No        | No     | Mohammad Hamzeiy       |
| 2018 | Confiscation                     | Sí    | No        | No     | Mehran Ahmadi          |
| 2018 | Sheeple                          | No    | Sí        | Sí     | Homan Seyyedi          |
| 2019 | Tala                             | Sí    | No        | No     | Parviz Shahbazi        |
| 2022 | Jang-e jahāni-e sevvom           | No    | Sí        | Sí     | Homan Seyyedi          |

### Web
| Año       | Título      | Rol                | Actor | Director | Guionista | Editor | Plataforma |       |
| --------- | ----------- | ------------------ | ----- | -------- | --------- | ------ | ---------- | ----- |
| 2016      | The Romance | Peyman Rastag      | Sí    | No       | No        | No     | Video CD   | [ 2 ] |
| 2018      | Golshifteh  | Houman             | Sí    | No       | No        | No     | Video CD   | [ 3 ] |
| 2020-2021 | The Frog    | Amirali Shamsabadi | Sí    | Sí       | Sí        | Sí     | Namava     | [ 4 ] |
| 2021      | Gisoo       | Peyman Rastag      | Sí    | No       | No        | No     | Namava     | [ 5 ] |

### Series de televisión
| Año       | Título                 | Rol              | Director               | Network  | Ref.  |
| --------- | ---------------------- | ---------------- | ---------------------- | -------- | ----- |
| 2007      | Endless Path           | Mansour Purvatán | Asadian Homayoun       | IRIB TV3 | [ 6 ] |
| 2009-2010 | In the Eye of the Wind |                  | Masoud Djafari Djozani | IRIB TV1 | [ 7 ] |
| 2010      | The 30th Day           | Siavash Kiani    | Yavad Afshar           | IRIBTV1  |       |
| 2011      | Up to The Sky          | Hamid            | Sirous Moghaddam       | IRIBTV1  | [ 8 ] |
| 2013      | Mehr Abad              |                  | Farid Sajadi Hosseini  | IRIB TV5 |       |

### Película de televisión
| Título                                    | Director            |
| ----------------------------------------- | ------------------- |
| Sayab                                     | Mohammad Alí Sajadi |
| The Deserted Road                         | Ali Shah Hatami     |
| At the Beginning of a Day                 | Bahram Tavakoli     |
| If It Rains                               | Rouhollah Hejazí    |
| The Plagiarize                            | Reza Beheshti       |
| The Shadow                                | Rouhollah Hejazí    |
| One Moment Later (episodio "The Biliard") | Reza Beheshti       |
| The story of Davoud and the Lunar         | Ida Panahandeh      |
| The Story of Us, Your Story               | Reza Beheshti       |
| The Winter Semester                       | Reza Beheshti       |
| The Runner                                | Asgher Hashemi      |